# Храм Святителя Николая в Толмачах
Храм Святи́теля Никола́я в Толмача́х — храм-музей в Якиманке, домовая церковь при Третьяковской галерее, постоянное местонахождение Владимирской иконы Божией Матери.

## История
Первое упоминание о деревянной «Церкви Великого Чудотворца Николы, да в пределе Иван Предтечь, что за Москвою-рекою в Толмачах» обнаружено в Приходской книге Патриаршего приказа за 1625 год.
В 1697 году был возведён каменный храм на деньги  «гостя» Лонгина Добрынина, прихожанина и ктитора церкви Воскресения в Кадашах. Главный престол храма был освящён в честь Сошествия Святого Духа, а Никольский перенесён в трапезную.
С 1697 по 1770 год церковь в деловых бумагах и книгах именовалась «Сошественскою», а затем стала опять прописываться «Николаевской».
В 1770 году в трапезной сооружён Покровский придел на средства вдовы купца первой гильдии И. М. Демидова.
В 1834 году перестроена трапезная по проекту архитектора Фёдора Шестакова по прошению прихожан и «согласно с мыслию митрополита Филарета» и возведена новая колокольня.

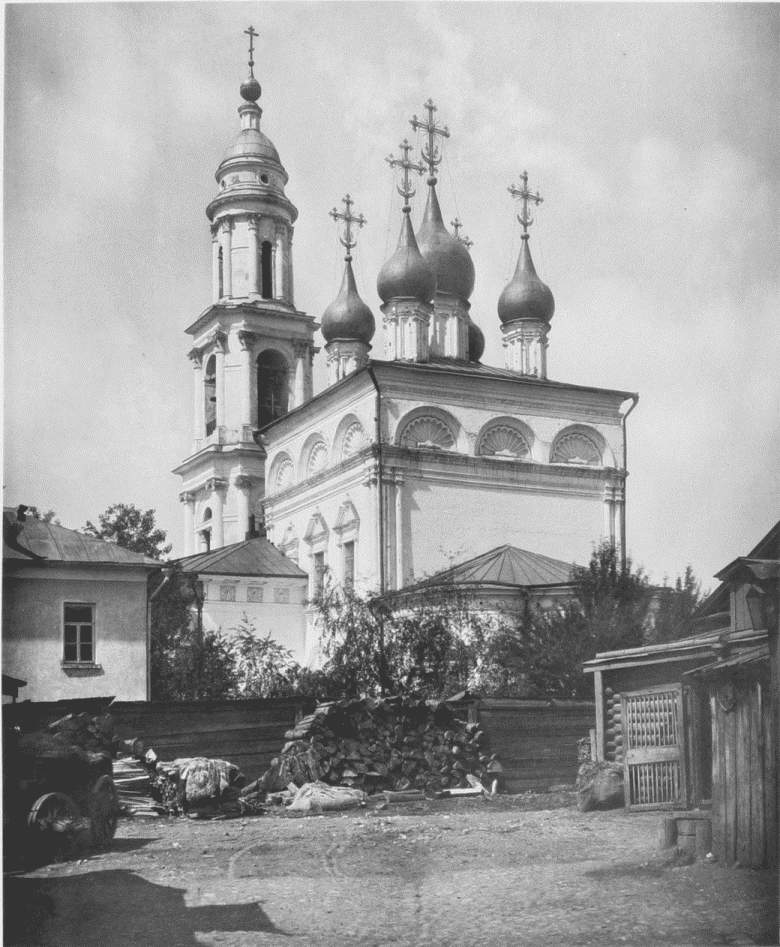
Храм в 1883 году. Фотография из альбома Николая Найдёнова

В 1856 году был обновлён четверик и перестроен главный алтарь. Средства на обновление храма были пожертвованы в том числе Александрой Третьяковой с сыновьями.
После 1894 году в храм поступила библиотека древних рукописей восточных подвижников, собранная Феофаном Затворником и купленная после его смерти у наследников московским купцом Лосевым.
В 1889 году в храм назначен священником Димитрий Косицын.
В 1902 году настоятелем храма стал Михаил Фивейский.
В июне 1919 года прихожане избрали настоятелем храма Илью Четверухина. В 1929 году храм закрыт.
В 1993 году храм был передан Русской православной церкви. По словам протоиерея Николая Соколова, «здание принадлежало музею, в нём находились различные службы Третьяковской галереи. Когда построили новый депозитарий, то отсюда выехали все. Три года храм стоял бесхозным. Не надо объяснять, что в девяностые годы значило „открыты окна и двери“. Всё, что можно: кирпичи, мрамор, пол, — всё было снято и вынесено».
8 сентября 1996 года главный престол храма освящён патриархом Московским и Всея Руси Алексием II.
В 1997 году завершена реконструкция, заново возведена колокольня и восстановлено пятиглавие четверика, воссозданы три иконостаса, пристенные киоты, полностью восстановлена настенная живопись.

### Синодик храма
- Павел Третьяков — прихожанин храма, основатель картинной галереи.

Русской православной церковью в XXI веке были канонизированы:
- преподобный Алексий Зосимовский (1846—1928) — Фёдор Соловьёв, прослуживший в храме диаконом 28 лет;
- мученик Николай Рейн (1892—1937) — прихожанин храма;
- священномученик Илья Четверухин (1886—1932) — последний настоятель храма перед его закрытием в 1929 году[1].

## Современное состояние

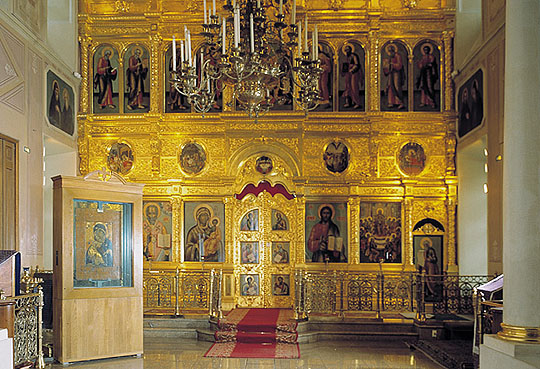
Интерьер храма с Владимирской иконой Божией Матери

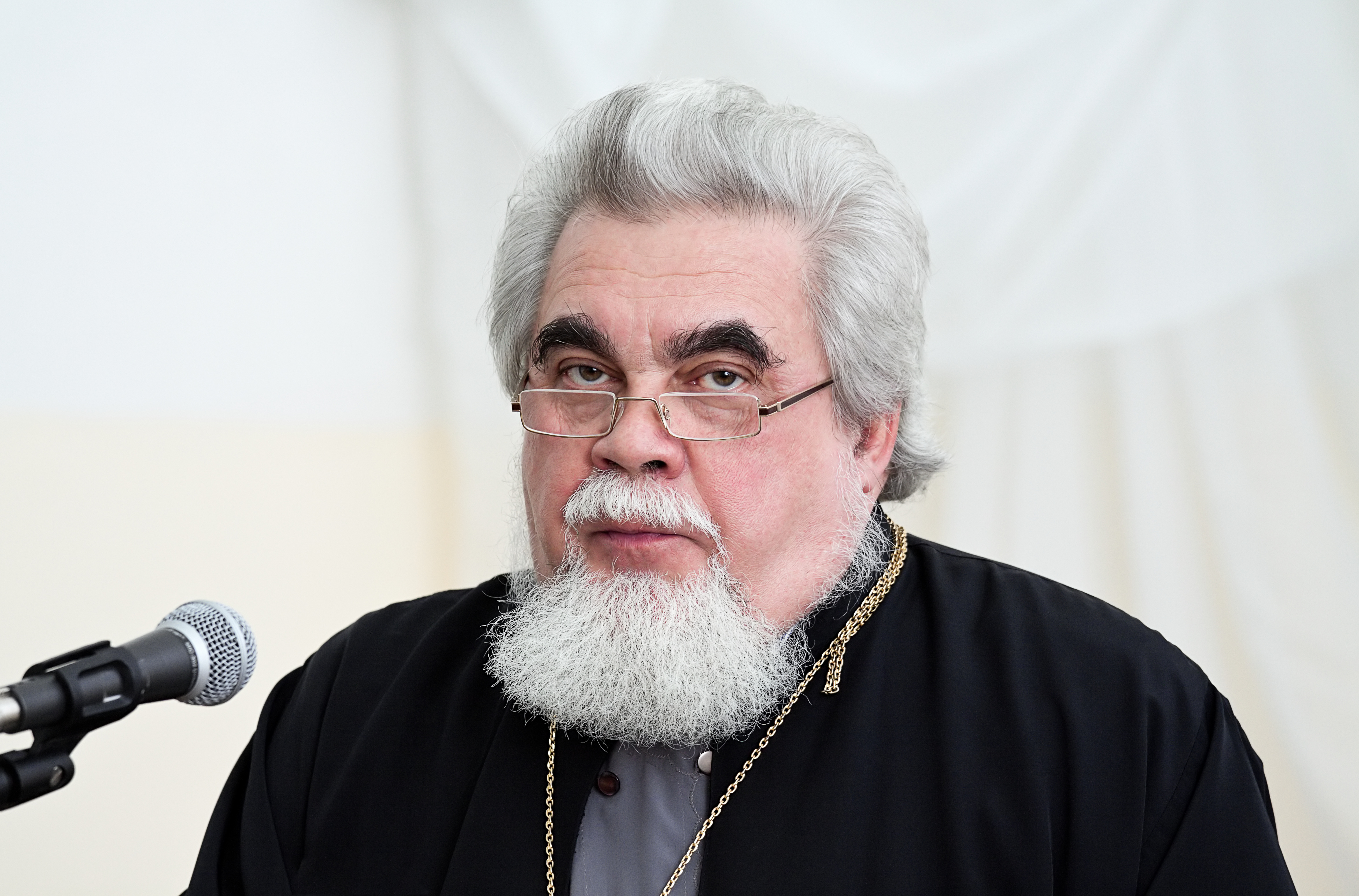
Протоиерей Николай Соколов, настоятель храма в Толмачах

Относится к Москворецкому благочинию Московской городской епархии. Настоятель храма — протоиерей Николай Соколов.
Киот для Владимирской иконы Богоматери по предложению протоиерея Николая Соколова выполнили В. В. Аксёнов и В. А. Пантелеев.
В богослужебное время храм открыт для верующих, а в остальное время (ежедневно, кроме понедельника, с 12 до 16 часов) является одним из залов Третьяковской галереи.
При храме действует воскресная школа и просветительские курсы для взрослых, одним из преподавателей которых многие годы является адвокат Ф. А. Куприянов. С 2006 по 2012 год на приходе выпускался «Толмачевский листок».

### Экспонаты
Помимо Владимирской иконы Божией Матери, здесь находятся другие экспонаты из коллекции Третьяковской галереи: заалтарные кресты, евхаристический набор (включая потир, дискос, звездицу, тарели работы мастера «М. О.» [Михаил Осипов], 1838); иконы главного и боковых иконостасов «Святитель Николай», «Сошествие Святого Духа на апостолов».
Прозвание «в Толмачах» имела также церковь, находившаяся в километре к востоку — церковь Никиты Великомученика в Старых Толмачах (снесена).

## Духовенство
- Настоятель храма протоиерей Николай Соколов.
- Протоиерей Андрей Румянцев.
- Иерей Алексей Лымарев.
- Иерей Андрей Зуевский.
- Диакон Алексей Раховский[6].